# 森基夫 (特諾皮爾區)
49°29′26″N 25°6′19″E / 49.49056°N 25.10528°E
森基夫（羅馬化：Senkiv）是烏克蘭的村落，位於該國西部捷爾諾波爾州，由捷尔诺波尔区負責管轄，面積0.02平方公里，海拔高度300米，2001年人口58，人口密度每平方公里3,866.7人。